# Постников, Дмитрий Васильевич (спортивный функционер)
Дмитрий Васильевич Постников (1911 — 1991) — заместитель председателя Спорткомитета СССР, председатель Шахматной федерации СССР (1969—1972).

## Биография
Получил среднее образование, член ВКП(б), работал заведующим военным отделом ЦК ВЛКСМ. Один из организатором партизанского движения и комсомольского подполья в Карело-Финской ССР. Работал в Краснодаре и Крыму, один из организаторов специальной школы в Сочи по подготовке кадров для засылки во вражеский тыл. Школа в 1942—1943 подготовила более 300 подрывников и связистов.
В конце 1950-х — заместитель председателя Комитета по физической культуре и спорту при Совете Министров СССР.
С 1969 до 1972 председатель Шахматной федерации СССР.

## Награды
- орден Трудового Красного Знамени (27.04.1957) — «за успехи, достигнутые в деле развития массового физкультурного движения в стране, повышения мастерства советских спортсменов, и успешное выступление на международных соревнованиях»
- медаль «Партизану Отечественной войны» I степени (1944).[3]

## Публикации
- Спутник сельского физкультурника активиста. — 3-е изд. — [Москва] : Мол. гвардия, 1952. — 608 с. : ил.; 20 см.[4]